# Chil Rajchman
Chil Rajchman, född 14 juni 1914 i Łódź, död 7 maj 2004 i Uruguay, var en judisk överlevande från förintelselägret Treblinka.
Rajchman deporterades till Treblinka den 11 oktober 1942 och gavs olika arbetssysslor i lägret. Den 2 augusti 1943 gjorde omkring 700 fångar uppror och en grupp lyckades rymma, däribland Rajchman.
År 2009 publicerades Rajchmans memoarer på franska med titeln Je suis le dernier Juif. Året därpå utkom den svenska översättningen: Jag är den sista juden: Treblinka (1942–1943).